# Genc Pollo
Genc Pollo (født april 1963 i Tirana) er en albansk politiker, siden valget i 2005 har han været undervisnings- og forskningsminister.

## Uddannelse. Politisk engagement fra 1990
Genc Pollo blev kandidat i historie fra Tiranas Universitet i 1986. Han fik straks videnskabelig ansættelse og var derefter på studieophold i Wien fra 1988 til 1990. 
Han engagerede sig politisk omkring 1990 og var blandt medstifterne af det daværende oppositionsparti Demokraterne. Han var i denne periode allieret med Sali Berisha og var fra 1992 til 1996 ansat som rådgiver for præsidenten, mens Berisha bestred denne post.
I april 1997 blev Genc Pollo generalsekretær for partiet og senere samme år blev han valgt til næstformand, dvs. i det år hvor Berisha-styret blev erstattet af et socialistisk domineret styre.

## Forværret forhold til Sali Berisha
I de følgende år blev forholdet mellem Genc Pollo og Sali Berisha forværret, og i 1999 stillede Genc Pollo op som modkandidat til Berisha ved valget af partiformand. Pollo trak imidlertid sit kandidatur tilbage ganske få dage før valget skulle finde sted i slutningen af september, idet han hævdede at Sali Berisha og hans allierede havde manipuleret så meget med tingene, at der ikke ville blive tale om et fair valg.
I december 1999 antydede Genc Pollo at Sali Berisha havde begået forskellige økonomiske uregelmæssigheder i forbindelse med pyramiderne, der var kollapset i 1997 – og han spurgte offentligt, hvilken andel Berisha havde i de ca. 100.000 $ som medlemmer af hans familie havde trukket ud lige før kollapsen. Berisha gik til modangreb og 
beskyldte Pollo for uregelmæssigheder i forbindelse med afholdelsen af et bryllup og med købet af en lejlighed.

## Genc Pollo stifter nyt parti
I 2001 trådte Genc Pollo og enkelte andre ud af Demokraterne – efter i nogen tid at have udgjort en fraktion af partiet – og etablerede partiet De nye demokrater, der placerede sig til højre for midten, og som ikke søgte at nærme sig til Socialisterne.

## 2005: På ny samarbejde mellem Berisha og Pollo
Da Sali Berisha havde vundet parlamentsvalget i sommeren 2005, accepterede Genc Pollo et tilbud om at indtræde som undervisnings- og kulturminister i hans koalitionsregering.
Genc Pollo anses for at være orienteret mod Vesteuropa og har gode forbindelser til vesteuropæiske politikere.